# Atles Farnese
L'Atles Farnese és una còpia romana de marbre del segle ii d'una escultura hel·lenística d'Atles agenollat aguantant un globus pesant damunt les espatlles. És l'estàtua més antiga que es conserva del tità Atles de la mitologia grega, personatge que es troba també pintat en vasos datats d'una època anterior, i és, alhora, la representació coneguda més antiga de l'esfera celeste. Actualment es troba al Museu Arqueològic Nacional de Nàpols, a l'anomenat Salone della Meridiana. S'especula que originàriament estigué a la Biblioteca del Fòrum de Trajà.
Es coneix com l'Atles Farnese perquè fou adquirit pel cardenal Farnese al començament del segle xvi i posteriorment fou exposat a la Vil·la Farnese, prop de Roma. Forma part de la Col·lecció Farnese del museu napolità.

## Descripció
L'Atles Farnese és una estàtua de marbre d'1,85 m d'altura (2,1 m comptant-hi la base) que aguanta un globus de 65 cm de diàmetre. Representa el tità Atles aclaparat pel pes de la càrrega del cel, càstig a què l'havia condemnat Zeus. El globus mostra una representació de la nit, marcada per la presència visible de les constel·lacions a la superfície. S'hi representen en baix relleu 41 de les 48 constel·lacions esmentades per l'astrònom grec Claudi Ptolemeu en el seu Almagest, tractat del segle II de la nostra era.

## L'Atles Farnesei el catàleg de les estrelles perdut
El 2005, en una reunió de l'American Astronomical Society que va tenir lloc a San Diego, Bradley E. Schaefer, professor d'astronomia i astrofísica a la Universitat de Louisiana, va manifestar que havia trobat una possible relació entre l'Atles Farnese i el catàleg d'estrelles perdut atribuït a Hiparc de Nicea. Després d'une anàlisi estadística derivada de la posició de les constel·lacions representades al globus, el professor nord-americà conclou que és compatible amb la configuració de les estrelles visibles apareguda a l'època d'aquest gran astrònom de l'antiga Grècia.